# Alcázar (náutica)

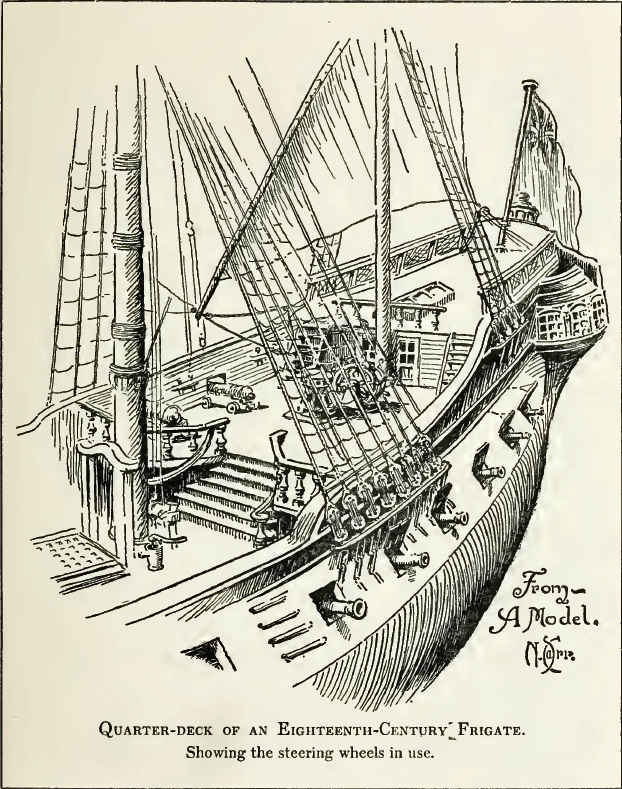
Alcázar de una fragata del.

En náutica, el Alcázar (Chimenea, Plaza de armas) es la parte de la cubierta superior comprendida entre el palo mayor y la entrada de la cámara alta, en las embarcaciones que las tienen, o hasta el coronamiento de popa en las demás. (fr. Gaillard d'arriere; ing. Quarter deck; it. Tolda; alem. Achterdeck)

## Etimología
El Alcázar, antiguamente se llamaba Tolda, de lo que viene el llamar toldilla a la cubierta del Alcázar. Tom. expresa que los vizcaínos le decían Chimenea. También se la llamaba Plaza de armas.
1. Tom: Tomé Cano (Arte de fabricar naos, impreso en Madrid en 1611, en 4°)